# دواين إيوارت
دواين إيوارت هو لاعب كرة قدم كندي في مركز الهجوم، ولد في 22 مارس 1998 في سكاربورو، تورنتو في كندا. لعب مع بيتسبورغ ريفرهوندز.